# Karl R. Stadler
Karl R. Stadler, geboren als Karl Rudolf Stavaritsch (* 8. Oktober 1913 in Wien; † 7. Juli 1987 in Linz), war ein österreichischer Zeithistoriker.

## Leben
Stadler, Sohn des Eisenbahnbediensteten Karl Stavaritsch und der Hausfrau Franziska, geb. Müller, verbrachte seine Kindheit und Jugend im Wiener Arbeiterbezirk Favoriten. Nach der Matura an der Bundeserziehungsanstalt in Wien-Breitensee begann Stadler 1931 zunächst mit einem rechtswissenschaftlichen Studium an der Universität Wien, stieg aber bereits nach drei Semestern auf die Fächer Anglistik und Germanistik um, die auch von seiner späteren Ehefrau Regina, geb. Friedmann (1914–2003) belegt wurden. Ohne Abschluss verließ er die Universität im Wintersemester 1936/37. Die studienfreien Zeiten nützten Karl und Regina für Reisen in Europa, hauptsächlich auf die britische Insel, wo sie zahlreiche Kontakte herstellen konnten.
Bereits Ende der 1920er-Jahre war Stadler bei den sozialistischen Mittelschülern politisiert worden, trat jedoch Anfang der 1930er Jahre, wie zuvor sein Freund Christian Broda, zum Kommunistischen Jugendverband über. Bald jedoch unzufrieden mit den politischen Vorgängen in der Sowjetunion und der offiziellen Haltung der österreichischen Kommunisten, gründeten Stadler, Broda und Eduard Rabofsky als Hauptproponenten zunächst unbemerkt von der exilierten Parteiführung in Prag, die Gruppe „Ziel und Weg“ und gaben eine gleichnamige illegale Zeitschrift heraus. Nach ihrer Enttarnung wurden Stadler und Broda wegen fraktioneller Tätigkeit (Trotzkismus) zwar aus der KPÖ ausgeschlossen, blieben aber bis zum „Anschluss Österreichs“  1938 politisch aktiv.
Wenige Tage nach dem „Anschluss“ 1938 musste Karl Stadler aufgrund seines politischen Engagements gemeinsam mit Regina Friedmann, die jüdischer Herkunft war, nach Großbritannien flüchten, wo er sich zunächst mit verschiedenen Jobs über Wasser hielt. Beide konnten dann ihr Anglistikstudium an der Universität Bristol fortsetzen und im Juni 1940 mit den Grad eines Bachelors abschließen.
Der Kriegsbeginn Anfang September 1939 bedeutete eine Zäsur für die deutschsprachigen Flüchtlinge in Großbritannien, die nun als enemy aliens betrachtet wurden. Sie wurden im Herbst 1939 von sogenannten Tribunalen auf ihre Zuverlässigkeit überprüft und in drei verschiedene Kategorien eingeteilt. Zwar wurde Stadler wie die meisten anderen Betroffenen als „unbedenklich“ (Kategorie C) eingestuft, er teilte jedoch nichtsdestotrotz das Schicksal tausender anderer „refugees“, die im Frühjahr und Sommer 1940 angesichts einer drohenden Invasion der Deutschen Wehrmacht und aus einer von der britischen Boulevardpresse heftig geschürten, diffusen Angst vor einer „Fünften Kolonne“ interniert wurden. Nach Lageraufenthalten in England wurde er Anfang August 1940 auf die Isle of Man übersetzt und in Peel an der Westküste der Insel im dortigen Peveril Camp von Anfang August bis Mitte Dezember 1940 interniert.
Später fand er eine Stelle in der Erwachsenenbildung in Derby.
Nach dem Krieg fand Stadler Arbeit bei der Re-education des Informationsministeriums und 1946 bekam er eine Lehrstelle an der Universität Nottingham. Seinen Studienschwerpunkt hatte er mittlerweile auf die Zeitgeschichte verlegt, seine Studien schloss er extern an der Universität London ab. Neben seiner Lehrtätigkeit unternahm er Reisen zu verschiedenen Archiven. 1962 wurde er Senior Lecturer an der Universität Nottingham.
Von 1964 bis 1966 wurde er dort beurlaubt, um das von Bruno Kreisky initiierte Wiener Institut für Entwicklungsfragen aufzubauen. Daneben wirkte er als Gastprofessor am Institut für Höhere Studien und an der Diplomatischen Akademie. 1963 wurde er auf Antrag von Broda (mittlerweile Justizminister) Mitarbeiter bei einem von der österreichischen Bundesregierung beauftragten Projekt zur wissenschaftlichen Darstellung des Beitrags Österreichs zu seiner Befreiung im Sinne der Moskauer Deklaration. Auf Vorschlag des Projektleiters Ludwig Jedlicka behandelte er dabei den Themenkomplex der Emigration und führte dazu umfangreiche Forschungen in US-amerikanischen Archiven durch. Nach seiner Rückkehr nach Österreich führte Stavaritsch den Namen Stadler.
1968 erfolgte der Ruf an die neugegründete Universität Linz, wo er bis 1983 Professor für Zeitgeschichte war und wo er das Ludwig Boltzmann Institut für die Geschichte der Arbeiterbewegung (heute: Gesellschafts- und Kulturgeschichte) gründete und leitete. Stadler wurde 1973 Rektor des Renner-Instituts der SPÖ und war von 1970 bis 1984 Präsident des Verbandes Österreichischer Volkshochschulen.
1982 wurde Stadler der Preis der Stadt Wien für Geisteswissenschaften verliehen.
Der Nachlass von Karl R. Stadler liegt im Österreichischen Volkshochschularchiv.

## Schriften (Auswahl)
- gemeinsam mit Maria Szécsi: Die NS-Justiz in Österreich und ihre Opfer. Herold, Wien/München 1962.
- Österreich 1938–1945 im Spiegel der NS-Akten. Herold, Wien/München 1966.
- Opfer verlorener Zeiten: Geschichte der Schutzbund-Emigration 1934. Herausgegeben vom Ludwig Boltzmann Institut für Geschichte der Arbeiterbewegung. Europaverlag, Wien 1974, ISBN 3-203-50496-0.
- gemeinsam mit Inez Kykal: Richard Bernaschek. Odyssee eines Rebellen. Europaverlag, Wien 1976, ISBN 3-203-50572-X.
- Der Durchbruch der österreichischen Nationalidee in Verfolgung und Emigration. In: Andreas Khol u. a. (Hgg.): Um Parlament und Partei. Alfred Maleta zum 70. Geburtstag, Graz u. a.: Styria 1976 (Studienreihe der politischen Akademie der    Österreichischen Volkspartei; 1), S. 115–130.
- Adolf Schärf: Mensch, Politiker, Staatsmann. Herausgegeben vom Ludwig Boltzmann Institut für Geschichte der Arbeiterbewegung. Europaverlag, Wien/München/Zürich 1982, ISBN 3-203-50816-8.